# Sucre de palma

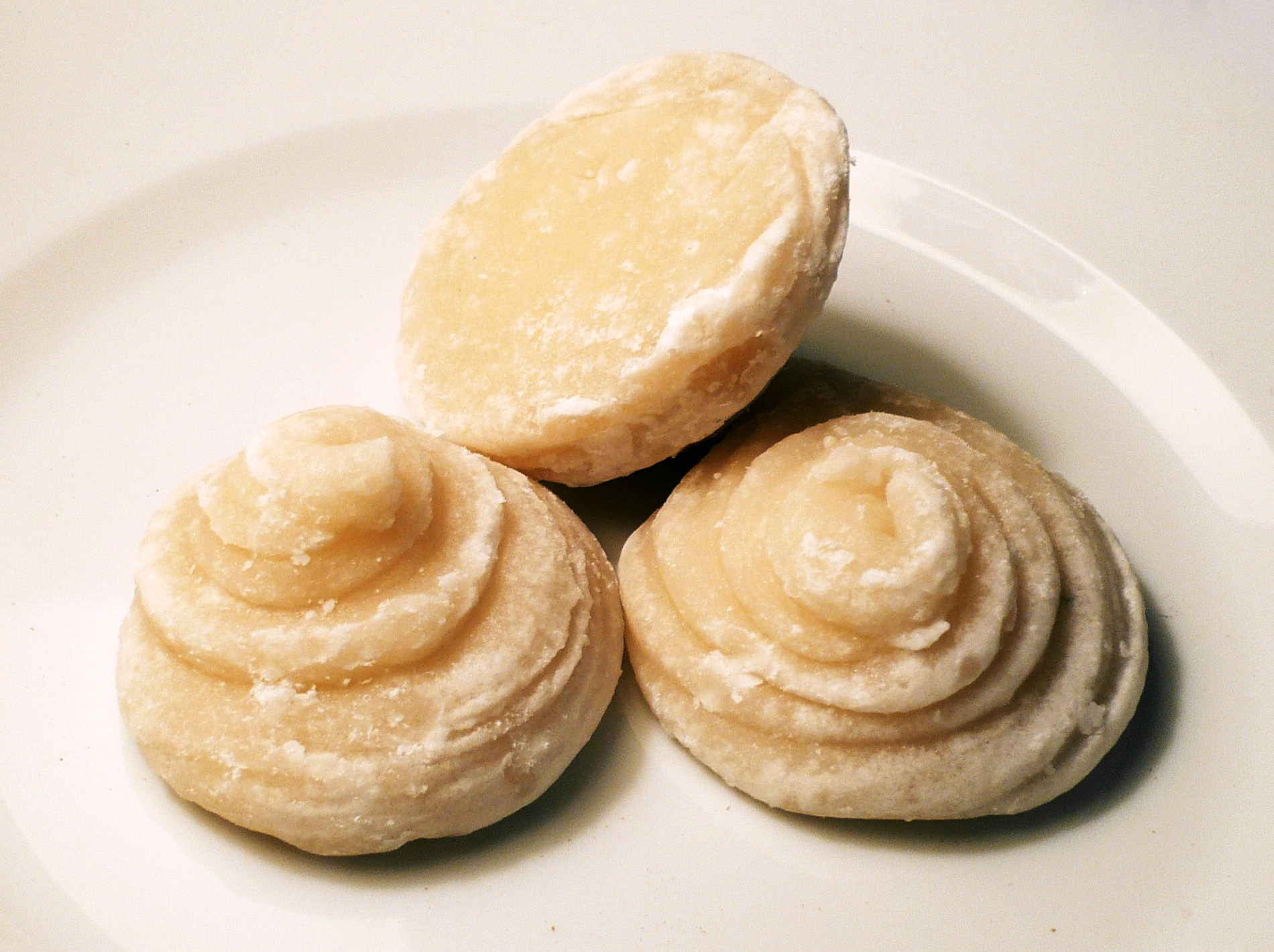
Tres blocs de sucre de palma comercialitzat.

El sucre de palma és un edulcorant resultant del procés d'evaporació de la saba de les flors d'algunes espècies de palmera (sobretot palmeres de Palmira) fins que es redueix a cristalls de sucre. Per descriure el sucre de palma es solen utilitzar de forma intercanviada els termes "sucre de palma" i "sucre de coco", que aquest segon seria un subtipus del primer. Malgrat que provinguin d'espècies botàniques diferents, tots els sucres de palma són processats de la mateixa manera i tenen aplicacions similars.

## Tipus
El sucre de palma pot ser elaborat a partir de diferents tipus de palmeres, majoritàriament la palmera de Palmira, la palmera datilera, la nipa, la palmera sucrera i el cocoter.
La palmera de Palmira (gènere Borassus) es pot trobar a Àfrica, Àsia i Nova Guinea. L'arbre té molts usos: se n'obté palla que es fa servir per a elaborar de barrets, es fa servir com a material d'escriptura o com a fusta i també se'n fan productes alimentaris. El sucre de palma es produeix a partir de la saba de les flors de l'arbre.
La palmera datilera té dues espècies, les quals s'utilitzen en la producció de sucre de palma (Phoenix dactylifera i Phoenix sylvestris). P. dactylifera és comuna a la zona del Mediterrani i l'Orient Mitjà, en canvi P. sylvestris és originària d'Àsia, principalment al Pakistan i a l'Índia. Les palmeres datileres es conreen principalment per la producció de dàtils, tot i que també se n'aprofita la saba de l'arbre per a fer el sucre de palma.
La nipa (Nypa fruticans) és originària de les costes i regions tropicals dels oceans Indi i Pacífic. És l'única palmera que creix en un bioma aquàtic, només les seves fulles i flors creixen per sobre de l'aigua. Produeix una saba rica en sucre que es fa servir per produir sucre de palma.
La palmera sucrera (Arenga pinnata) és nativa de les regions costaneres i tropicals d'Àsia, principalment a la Xina i la Indonèsia. La saba per produir sucre de palma es coneix a l'Índia com 'gur' i a Indonèsia com 'gula aren'.
El cocoter (Cocos nucifera) produeix sucre de palma de coco (o sucre de coco) de la saba de les seves flors. La palmera de coco creix a les zones costaneres de l'Oceà Índic i Pacífic. Els principals proveïdors mundials són Tailàndia, Indonèsia i Filipines.

## Producció
El sucre de palma es produeix bullint la saba recol·lectada fins que espesseix. La saba bullida es pot vendre com a xarop de palma (a les illes Canàries es coneix com a miel de palma). Es ven en ampolles o llaunes i tendeix a espessir i cristal·litzar amb el pas del temps. La saba bullida també es pot solidificar i vendre en forma de blocs. Pot variar en color de marró daurat a marró fosc o gairebé negre, com el que es produeix a Indonèsia (gula aren).

## Usos
A l'Àsia, l'Orient Mitjà i el Nord d'Àfrica fan servir el sucre de palma com a ingredient per a plats dolços i salats.

## Denominacions
Segons la regió on es produeix, el sucre de palma rep diverses denominacions:
- Bangladesh/Bengal: gur, taal patali, khejura-cini
- Cambodia: skor tnot
- Indonesia: gula kelapa, gula aren, gula merah, gula semut
- Kannada: ole bella
- Kerala: panam kalkandam, Karippatti, Karipetti, Karippotti
- Laos: nam tan pip
- Malaysia: gula anau, gula melaka, gula kabung, arenga pinnata
- Philippines: pakaskas
- Sri Lanka: jaggery, kitul-hakuru, tal-hakuru
- Tamil Nadu: panam karkandu, karupatti, panai vellam
- Telugu: nalla bellam, thaati bellam
- Thailand: sucre de coco: (tailandès น้ำตาลมะพร้าว); sucre de palma: (tailandès น้ำตาลโตนด)[9]
- Vietnam: đường thốt nốt